# Beat Crusaders
Beat Crusaders var ett japanskt poppunkrock band (punkrock enligt dem själva) som bildades 1997 av ヒダカトオル.

## Historia
Beat Crusaders släppte sin första skiva Never Pop Enough e.p. 1999, och en månad efter släppte de sitt första album Howling Symphony of.... Efter detta började de turnera mer och släppte sin andra singel Firestarter, och två månader efter släppte de sitt andra album All You Can Eat.
I augusti 2003 lämnade tre av de fyra medlemmarna bandet: araki, umu och thai. ヒダカ hittade snabbt nya medlemmar: クボタマサヒコ, カトウタロウ, マシータ och ケイタイモ.
2004 blev de major tack vare releasen av deras låt Hit in the USA som användes som öppningstema till animen BECK: Mongolian Chop Squad. En del av deras andra låtar användes även i animen, bland annat Follow Me (från singeln Girl Friday) och Love Dischord (från minialbumet A PopCALYPSE NOW ～地獄のPOP示録～). Deras låt Tonight, Tonight, Tonight har använts som öppningstema till animen BLEACH och deras låt Hey×2 Look×2 har använts i den amerikanska tecknade serien Kappa Mikey.
De gör öppningslåten till animen Juushin Enbu, låten kommer heta WINTERLONG.
Beat Crusaders har varit med i 木村カエラ's musikvideo för TREE CLIMBERS, och hon har varit med i deras musikvideo för Tonight, Tonight, Tonight. シム är med i vissa av Beat Crusaders musikvideor, bland annat Feel och Japanese Girl. Olika "gravure idoler" har varit med i Beat Crusaders musikvideor.
Gruppen upplöstes 2010.

## Medlemmar
- ヒダカトオル; Tōru Hidaka (Vo&Gt)
  - Namn: 日高央 (ひだかとおる; Hidaka Tooru)
  - Födelsedag: 5 juni 1968
  - Födelseplats: Funabashi, Chiba.
  - Har kallat sig själv 飛田薫 (とびたかおる; Tobita Kaoru). Om man tittar noga märker man att han har satt ひだか mellan と och おる, och ändrat ひ till び, och だ till た. Säger att han är professor på ett universitet. Kan spela gitarr, bas, trummor och keyboard/piano. Ogillar ingen speciell slags musik. Har ett TV-program med trummisen ナヲ från マキシマム ザホルモン.

- クボタマサヒコ; Masahiko Kubota (Ba)
  - Namn: 久保田匡彦 (くぼたまさひこ; Kubota Masahiko)
  - Födelsedag: 23 september 1973
  - Födelseplats: Tokyo.
  - Chef över indieskivbolaget CAPTAIN HAUS RECORDINGS. Kallar sig själv BeCr's "top breeder". Gillar att fotografera, har tagit fotot som är på omslaget till Night on the Planet. Sjunger i Perfect Day. Kan spela gitarr och bas. Ogillar allt som タロウ lyssnar på.

- カトウタロウ; Tarō Katō (Gt)
  - Namn: 加藤太朗 (かとうたろう; Katou Tarou)
  - Födelsedag: 12 december 1975
  - Födelseplats: Narashino, Chiba.
  - Cosplayar som Angus Young. Sjunger i låtarna Dancing Queen (Abba cover), Bang! Bang!, Blockbastard, I wanna go to the disko, Let's Escape Together och BECK-versionen av Follow Me. Gillar metal, ogillar trance.

- マシータ; Maseeta (Dr)
  - Namn: 山下博史 (やましたひろふみ; Yamashita Hirofumi)
  - Födelsedag: 25 juli 1972
  - Födelseplats: Yamaguchi.
  - "Primitive man"/"原始人".

- ケイタイモ; Keitaimo (Key)
  - Namn: 田辺啓太 (たなべけいた; Tanabe Keita)
  - Födelsedag: 22 januari 1973
  - Födelseplats: Shizuoka.
  - Sjunger i Blockbastard. "Queue"/"Cue". Kan spela bas och keyboard.

### Gamla Medlemmar
- araki
  - Araki Takayuki
  - 荒木隆之
  - Trummor

- thai.
  - Tai Hiroyki
  - 田井宏之
  - Keyboard

- umu
  - Umuyashiki Mitsutaka
  - 産屋敷光孝
  - Bas

- Iwahara Yukio
  - 岩原幸夫
  - Trummor

## Diskografi

### Album
- 99.06.10 - Howling Symphony Of...
- 00.03.20 - All You Can Eat
- 01.05.10 - Foresights
- 02.10.09 - Sexcite!
- 03.08.27 - Best Crusaders
- 04.07.22 - A PopCALYPSE NOW ～地獄のPOP示録～
- 05.05.11 - P.O.A. ～Pop On Arrival～
- 05.05.11 - P.O.A. ～Pop On Arrival～ (Limited, 16 tracks)
- 05.09.07 - Musicrusaders
- 05.09.07 - Musicrusaders ～Masked "Superstar" DJ ver.～ (Limited, 21 tracks)
- 07.05.30 - EPopMAKING ～Popとの遭遇～
- 07.05.30 - EPopMAKING ～Popとの遭遇～ (Limited, 19 tracks, CD+DVD)
- 08.01.16 - WINTERLONG

### Split
- 00.09.20 - Powerd By PUNK vol.1 (w/ REGISTRATORS)
- 01.03.10 - WXY (w/ CAPTAIN HEDGE HOG)
- 02.09.18 - Diggin' in the Street (w/ RUDE BONES)
- 03.06.25 - OZZY!! (w/ SKAYMATE'S)
- 06.05.03 - Booootsy (w/ YOUR SONG IS GOOD)
- 06.05.03 - Fool Groove/Our Melody (w/ YOUR SONG IS GOOD)
- 06.10.11 - CELL No.9 (w/ TROPICAL GORILLA)
- 07.01.17 - Night on the Planet (w/ ASPARAGUS)

### Singlar
- 99.05.10 - Never Pop Enough e.p.
- 00.01.20 - Firestarter
- 00.07.20 - Handsome Academy
- 02.01.25 - Capa-City
- 03.12.xx - Girl Friday (TOWER RECORDS only)
- 04.04.xx - Sensation
- 04.10.22 - Hit in the USA
- 05.04.13 - Feel
- 05.06.01 - Lovepotion #9
- 05.09.28 - I Can See Clearly Now
- 06.04.05 - Day after Day/Solitaire
- 06.04.05 - Day after Day/Solitaire (Limited, 4 tracks)
- 06.09.06 - Tonight, Tonight, Tonight
- 06.09.06 - Tonight, Tonight, Tonight (Limited, 4 tracks)
- 07.04.18 - Ghost
- 07.04.18 - Ghost (Limited, CD+DVD)

### DVD
- 00.09.20 - Eyeball Exercises
- 04.02.25 - 1999-2003 LASTRUM YEARS (CDVD Box)
- 05.06.01 - Lovepotion #9
- 05.09.28 - PHANTOMS OF THE PopERA
- 07.04.18 - Ghost (Limited Single CD+DVD)
- 07.05.30 - EPopMAKING ～Popとの遭遇～ (Limited Album CD+DVD)

### PV
- 1999 - E.C.D.T.
- 1999 - 99 Luftballons
- 2000 - Firestarter
- 2000 - Windom
- 2000 - Yeah Yeah Yeah Yeah Yeah
- 2001 - Isotonic (w/ CAPTAIN HEDGE HOG)
- 2001 - Be my wife
- 2002 - Capa-City
- 2002 - 青空 feat. Masafumi Isobe from HUSKING BEE & FRIENDS
- 2002 - Diggin' in the Street (w/ RUDE BONES)
- 2002 - Eyes in the Sky
- 2003 - Babyface (w/ SKAYMATE'S)
- 2003 - Big Time
- 2003 - Mickey Mouse Club March
- 2004 - Sensation
- 2004 - Japanese Girl
- 2004 - Love Dischord
- 2004 - Hit in the USA
- 2004 - Hit in the USA (ひたちなら ver.)
- 2004 - Hit in the USA (BEAT CLAPPERS ver.)
- 2005 - Feel
- 2005 - Lovepotion #9
- 2005 - Rusk (Live ver.)
- 2005 - Imagine? ～Clean Fight ver.～
- 2005 - I Can See Clearly Now
- 2006 - Day after Day
- 2006 - Day after Day (05/06 ver.)
- 2006 - Solitaire
- 2006 - Fool Groove (w/ YOUR SONG IS GOOD)
- 2006 - Our Melody (w/ YOUR SONG IS GOOD)
- 2006 - Tonight, Tonight, Tonight
- 2006 - 木村カエラ - TREE CLIMBERS
- 2006 - FREEDOM
- 2006 - Droog in a Slum (w/ TROPICAL GORILLA)
- 2007 - Fairy Tale (w/ ASPARAGUS)
- 2007 - Ghost
- 2007 - Cum on feel the Noize
- 2007 - マツモトキヨシ (CM)

### Övrigt
- 02.10.20 - DIVE INTO DISNEY (01. MICKEY MOUSE CLUB MARCH)
- 03.10.08 - MOSH PIT ON DISNEY E.P.NO.2～Can't Help Falling In Love (02. Hound Dog)
- 04.07.28 - MOSH PIT ON DISNEY (15. GIVE A LITTLE WHISTLE)
- 06.07.05 - NANO MUGEN COMPILATION 2006 (02. Another Time/Another Story)
- 06.08.25 - Galaxy (SUGIURUMN feat. Toru Hidaka)
- 07.03.21 - HUSKING BEE (09. BY CHANCE)
- 07.06.13 - Nice Day (RYUKYUDISKO feat. Beat Crusaders)